# 会津若松市立湊小学校
会津若松市湊小学校（あいづわかまつししりつみなとしょうがっこう）は、かつて福島県会津若松市にあった市立小学校。
会津若松市立湊中学校との統合により、2024年（令和6年）4月1日より会津若松市立湊学園となる。校舎はそのまま前期課程（小学校相当）校舎として現存し使用されている。

## 概要
- 本校は、原・共和・双潟・赤井の各小学校で、児童数の減少や校舎の老朽化に伴い統合され、開校した学校である[1]。

## 沿革
- 1999年（平成11年）
  - 4月1日 - 開校[1]。
- 2024年（令和６年）
  - 3月31日 - 会津若松市立湊中学校との統合により閉校。
  - 4月1日 - 義務教育学校である会津若松市立湊学園が設立。前期課程校舎となる。

## 教育目標
- 郷土を愛し、豊かな人間性と強い心をもちたくましく生きる湊の子どもの育成
  - 明るく思いやりのある子
  - 生き生きと学習する子
  - 心も体も元気な子

## 通学区域
- 会津若松市
  - 湊町[2]

## 進学先中学校
- 会津若松市立湊中学校

## 学校周辺
- 会津若松市立湊中学校 - 会津若松市道をはさんで、敷地が隣接。
- 国道294号
- 湊市民センター